# Los Pastorcillos

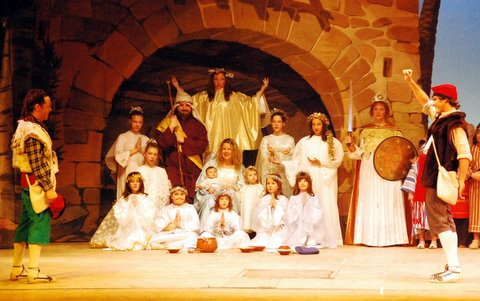
Escena de los Pastorcillos de Igualada (2009)

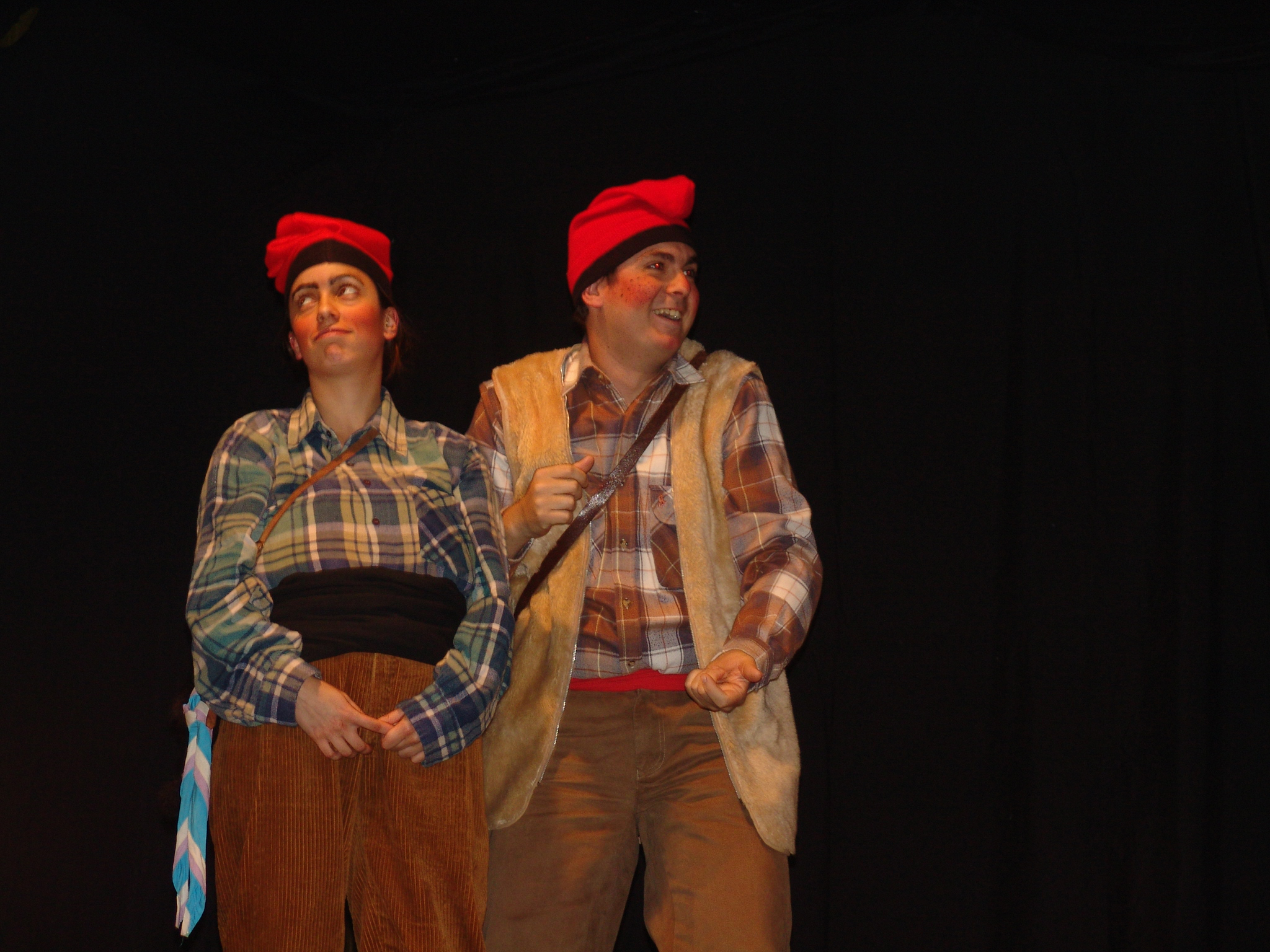
Los pastorcillos Rovelló y Lluquet, personajes de Els Pastorets de Folch y Torres

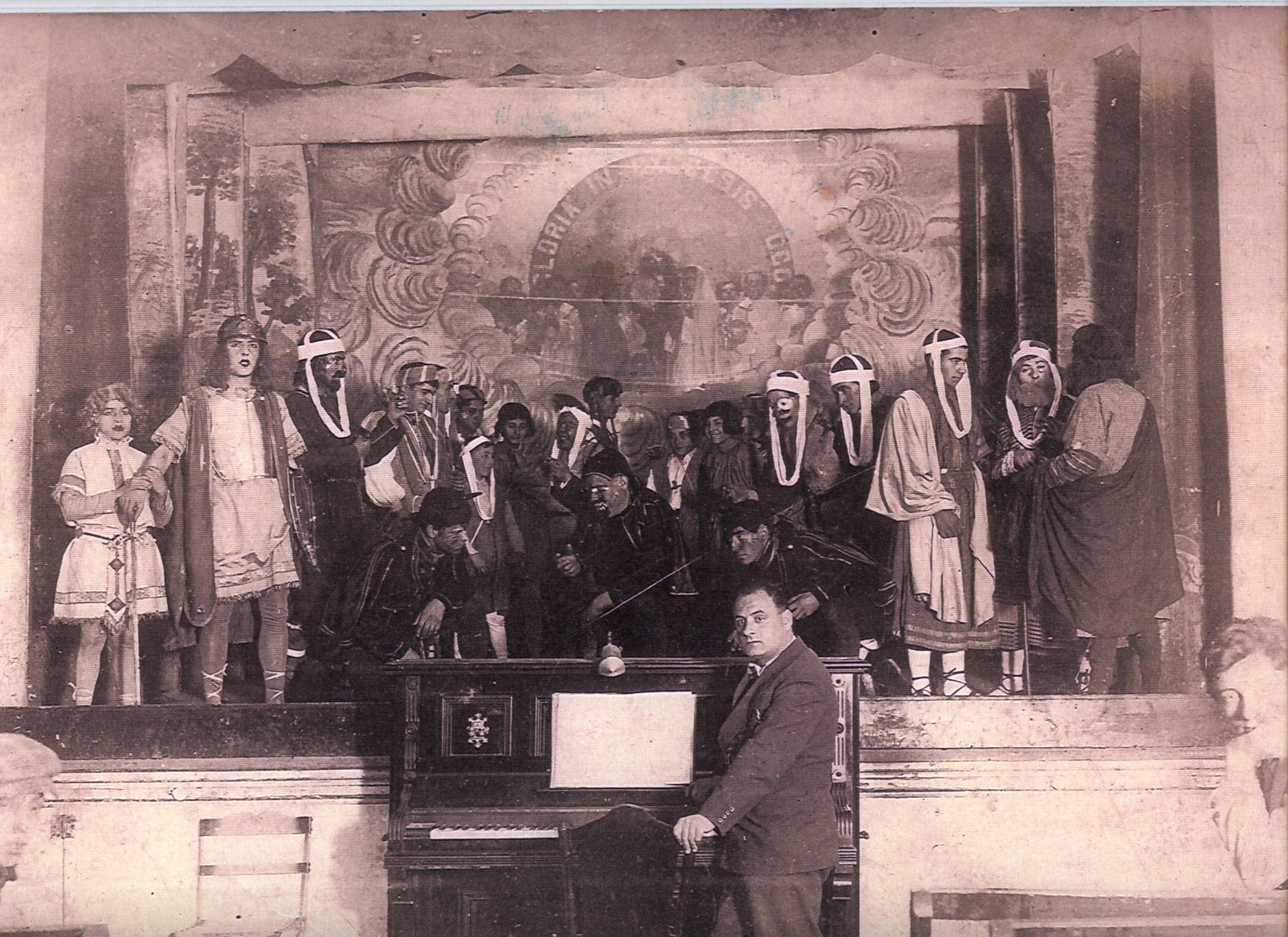
Escena de los Pastorcillos de la Almendra de Merola (década de 1920)

Els Pastorets es una representación teatral típica de las fiestas de Navidad en muchos lugares de Cataluña. El argumento combina los contenidos del nacimiento de Jesús, la lucha del bien contra el mal entre ángeles y demonios, y diversas historias y diálogos de los pastores que rememoran la primera Navidad. A principios del siglo XXI, la escenificación de pastorcillos está muy extendida en los territorios de habla catalana. Junto a las pasiones, son las representaciones tradicionales más arraigadas.  En general, el argumento se construye a partir de tres historias: la primera, los esponsales de José y María y la pareja en busca de posada para el nacimiento; la segunda, la lucha entre ángeles y demonios; y la tercera, centrada en los pastores, de carácter cómico y costumbrista. 